# Newmarket Films
Newmarket Films est une société américaine de production et de distribution de films basée à Los Angeles.

## Histoire
Newmarket Films a été fondée en 1994 par Chris Ball et Will Tyre. Elle a notamment produit ou distribué des films tels que Sexe Intentions (1999), Memento (2000), Donnie Darko (2001), Le Mexicain (2001), Paï (2002), Monster (2003), La Chute (2004), La Passion du Christ (2004) et Le Prestige (2006). Elle a été rachetée en 2009 par Exclusive Media.